# Dimitrios Kiusopulos
Dimitrios Kiusopulos (en griego: Δημήτριος Κιουσόπουλος) fue un jurista y un hombre político griego nacido el 17 de noviembre de 1892 a Andritsaina en Élide. Fue fiscal del Tribunal Supremo luego primer ministro de Grecia marzo a mayo de 1952. Murió el 20 de enero de 1977.
- Datos: Q707209